# منتخب تايلاند تحت 18 سنة لهوكي الجليد للرجال
منتخب تايلاند تحت 18 سنة لهوكي الجليد للرجال هو ممثل تايلاند الرسمي في المنافسات الدولية في هوكي الجليد تحت 18 سنة. تأسس في 1998.